# Challenger de Estambul 2024
El torneo Istanbul Challenger 2024, denominado por razones de patrocinio Istanbul Challenger TED Open fue un torneo de tenis perteneció al ATP Challenger Tour 2024 en la categoría Challenger 75. Se trató de la 38.ª edición, el torneo tuvo lugar en la ciudad de Estambul (Turquía), desde el 2 hasta el 8 de septiembre de 2024 sobre pista dura al aire libre.

## Jugadores participantes del cuadro de individuales
| Preclasificado | País                            | Jugador           | Rank1 | Posición en el torneo |
| 1              | Bandera de Bosnia y Herzegovina | Damir Džumhur     | 82    | CAMPEÓN               |
| 2              | Bandera de Kazajistán           | Mikhail Kukushkin | 117   | Primera ronda         |
| 3              | Bandera de los Países Bajos     | Jesper de Jong    | 128   | Semifinales           |
| 4              | Bandera de Croacia              | Duje Ajduković    | 134   | Segunda ronda         |
| 5              | Bandera de Francia              | Hamad Medjedovic  | 137   | FINAL                 |
| 6              | Bandera de Dinamarca            | August Holmgren   | 163   | Primera ronda         |
| 7              | Bandera de Estados Unidos       | Martin Damm       | 205   | Primera ronda         |
| 8              | Bandera de Kazajistán           | Denis Yevseyev    | 207   | Primera ronda, retiro |

- 1 Se ha tomado en cuenta el ranking del 26 de agosto de 2024.

### Otros participantes
Los siguientes jugadores recibieron una invitación (wild card), por lo tanto ingresan directamente al cuadro principal (WC):
- Tuncay Duran
- Yankı Erel
- Koray Kırcı

Los siguientes jugadores ingresan al cuadro principal tras disputar el cuadro clasificatorio (Q):
- Egor Agafonov
- Cem İlkel
- Benjamin Lock
- Saba Purtseladze
- Ilia Simakin
- Maxim Zhukov

## Campeones

### Individual Masculino
- Damir Džumhur derrotó en la final a  Hamad Medjedovic por 6–4, 6–2

### Dobles Masculino
- Aleksandre Bakshi /  Yankı Erel derrotaron en la final a  August Holmgren /  Johannes Ingildsen por 7–6(4), 7–5